# Mąkolice-Kolonia
Mąkolice-Kolonia – nieistniejąca już wieś w Polsce, w województwie łódzkim, w powiecie piotrkowskim, w gminie Wola Krzysztoporska. Miejscowość została zniesiona 1 stycznia 2013.
W latach 1975–1998 miejscowość administracyjnie należała do województwa piotrkowskiego.
Zobacz też: Mąkolice